# Grand Prix automobile de Monaco 1959
GP précédent GP suivant
Le Grand Prix de Monaco 1959 (XVIIe Grand Prix de Monaco), disputé sur le circuit de Monaco le 10 mai 1959, est la soixante-seizième épreuve du championnat du monde de Formule 1 courue depuis 1950 et la première manche du championnat 1959.

## Contexte avant le Grand Prix

### Le championnat du monde
L'année 1958 a constitué un tournant dans le monde des Grands Prix, la nouvelle réglementation imposant l'utilisation du carburant commercial 'Avgas' et limitant la longueur des épreuves à trois cents kilomètres ayant tourné à l'avantage des constructeurs britanniques, qui pour la première fois a dominé l'industrie italienne. Victorieuse à six reprises, Vanwall a nettement remporté la Coupe des constructeurs, nouvellement créée, face à la Scuderia Ferrari, qui ne s'est imposée qu'en deux occasions. La Scuderia a cependant vu son premier pilote, Mike Hawthorn, s’attribuer sur le fil le titre de champion du monde, au terme d'une saison ponctuée d'une seule victoire et de cinq deuxièmes places, succédant à l'illustre Juan Manuel Fangio qui a raccroché son casque au terme d'une carrière riche de cinq couronnes mondiales. Très affecté par les disparations en course de ses coéquipiers Luigi Musso et Peter Collins l'été précédent, Hawthorn a également pris la décision d'arrêter la compétition une fois son titre obtenu ; il disparut malheureusement trois mois plus tard, victime d'un accident de la route au volant de sa Jaguar personnelle. L'écurie Vanwall paya également son tribut à la course, Stuart Lewis-Evans ayant été mortellement brûlé à la suite d'un accident survenu lors du dernier Grand Prix de l'année, au Maroc. La disparition de l'espoir britannique a bouleversé le patron de l'équipe, Tony Vandervell, qui a aussitôt mis fin à ses activités sportives. 
La perte de ses trois principaux pilotes a amené Ferrari à engager deux nouvelles recrues ; Tony Brooks, transfuge de Vanwall, et Jean Behra, déçu par BRM, épaulent désormais Phil Hill, qui a grandement contribué au titre d'Hawthorn lors des dernières courses de 1958. Disposant du moteur le plus puissant du plateau, le Commendatore est confiant dans ses monoplaces de conception classique, négligeant la menace des Cooper à moteur central arrière qui se sont cependant déjà imposées à deux reprises malgré une puissance bien moindre. Privé de son volant officiel chez Vanwall, Stirling Moss prendra d'ailleurs l'option d'en piloter une au sein de l’écurie de Rob Walker, disposant ainsi d'un matériel équivalent à celui de l'usine qui aligne notamment l'Australien Jack Brabham (récent vainqueur de l'International Trophy, hors championnat) et l'Américain Masten Gregory.

### Le circuit

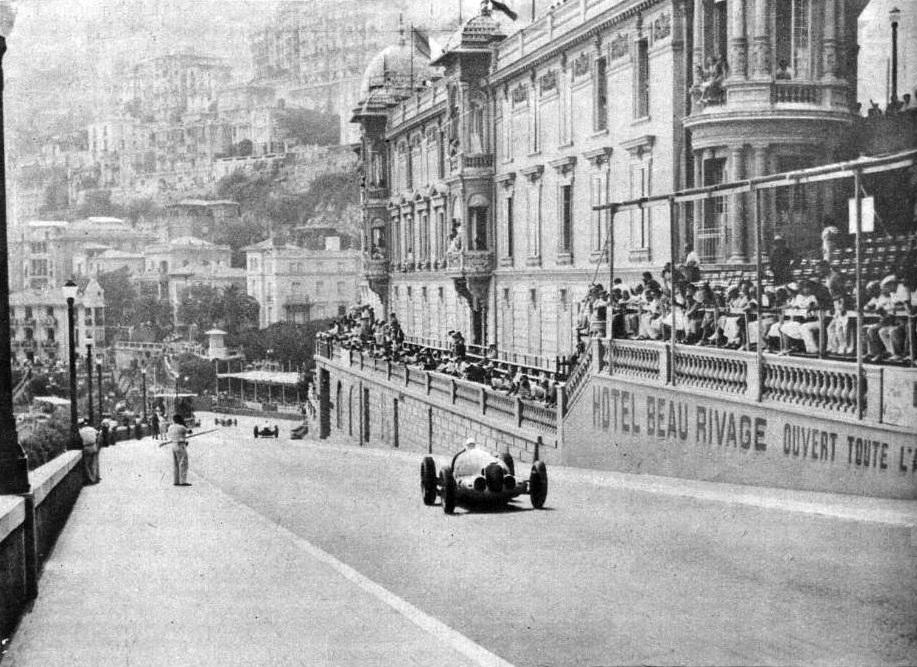
Le tracé du circuit est pratiquement inchangé depuis 1929 : ici la montée vers Sainte-Dévote, lors du Grand Prix de 1937.

Depuis son inauguration en 1929, le circuit urbain de Monaco, qui sillonne les rues de la principauté, est resté pratiquement inchangé. Utilisé une fois par an à l'occasion de l'épreuve de formule 1, c'est un tracé particulièrement sélectif pour les pilotes et les mécaniques, le freinage et la transmission des monoplaces étant mis à rude épreuve. Surnommée le 'Grand Prix aux 1000 virages', l’épreuve monégasque se caractérise par sa piste étroite et l'absence de zones de dégagement, n'autorisant pas d'écart de trajectoire. Vainqueur une première fois en 1955, Maurice Trintignant a remporté la dernière édition à la moyenne de 109,4 km/h au volant d'une Cooper. Pour l'édition 1959, la course est également ouverte aux monoplaces de formule 2.

## Monoplaces en lice

### Formule 1
- Ferrari Dino 246 "Usine"

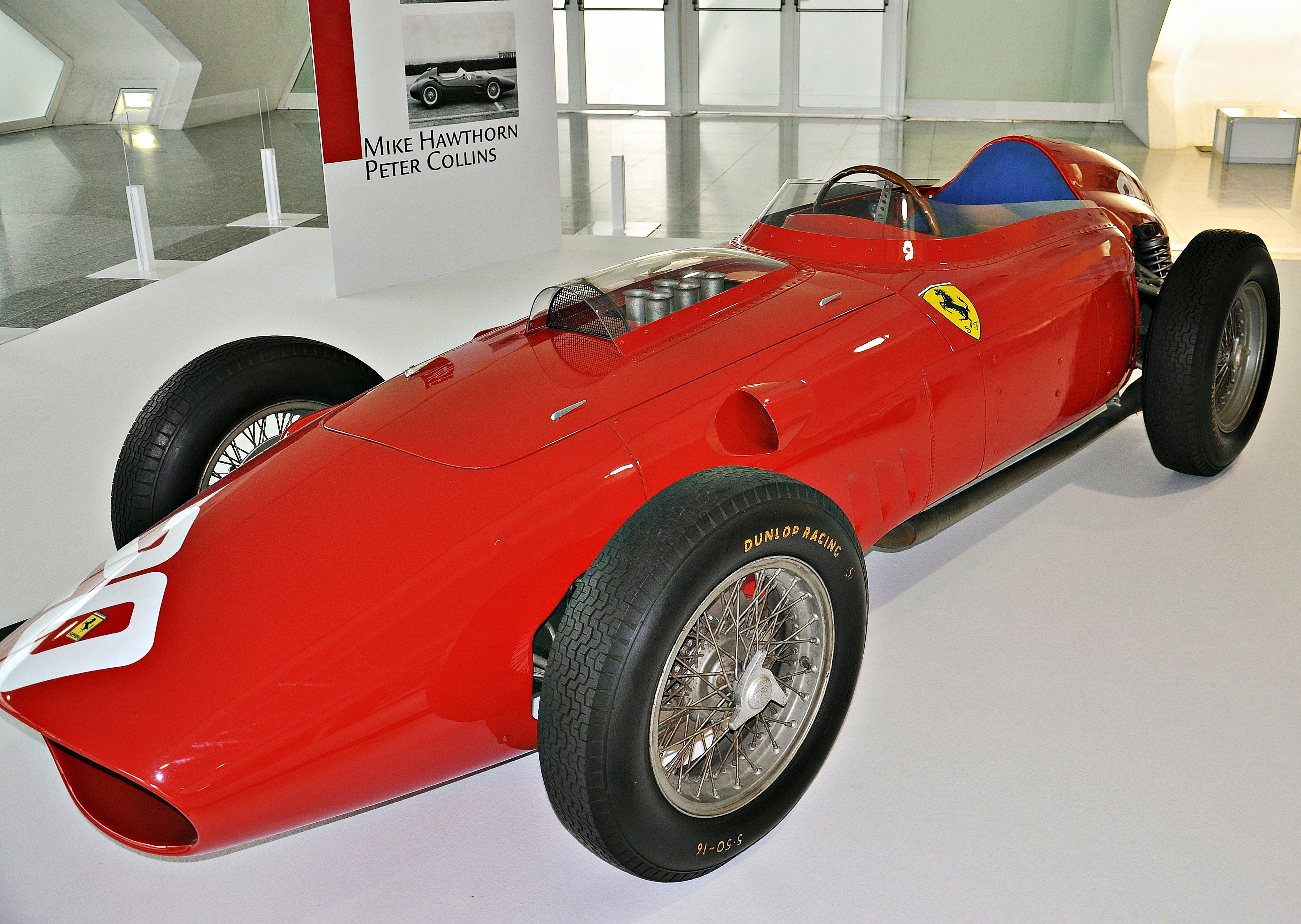
La Ferrari Dino 246, la monoplace la plus puissante du plateau.

La Scuderia Ferrari a engagé trois Dino 246, désormais toutes équipées de freins à disque Dunlop. Englebert ayant cessé toute activité sportive, c'est également Dunlop qui chausse les monoplaces italiennes. Pour la saison 1959, ces monoplaces adoptent une suspension arrière à ressorts hélicoïdaux et une boîte cinq vitesses. Elles ont conservé leur moteur V6 de 2 417 cm3 (290 chevaux à 8 300 tr/min), la version '256' de 2 451 cm3, développant plus de 300 chevaux, ne donnant pas entière satisfaction, malgré la récente victoire de Jean Behra aux 200 miles d'Aintree. Pour l'épreuve monégasque, Behra est épaulé par Tony Brooks et Phil Hill.
- Cooper T51 "Usine" & T45

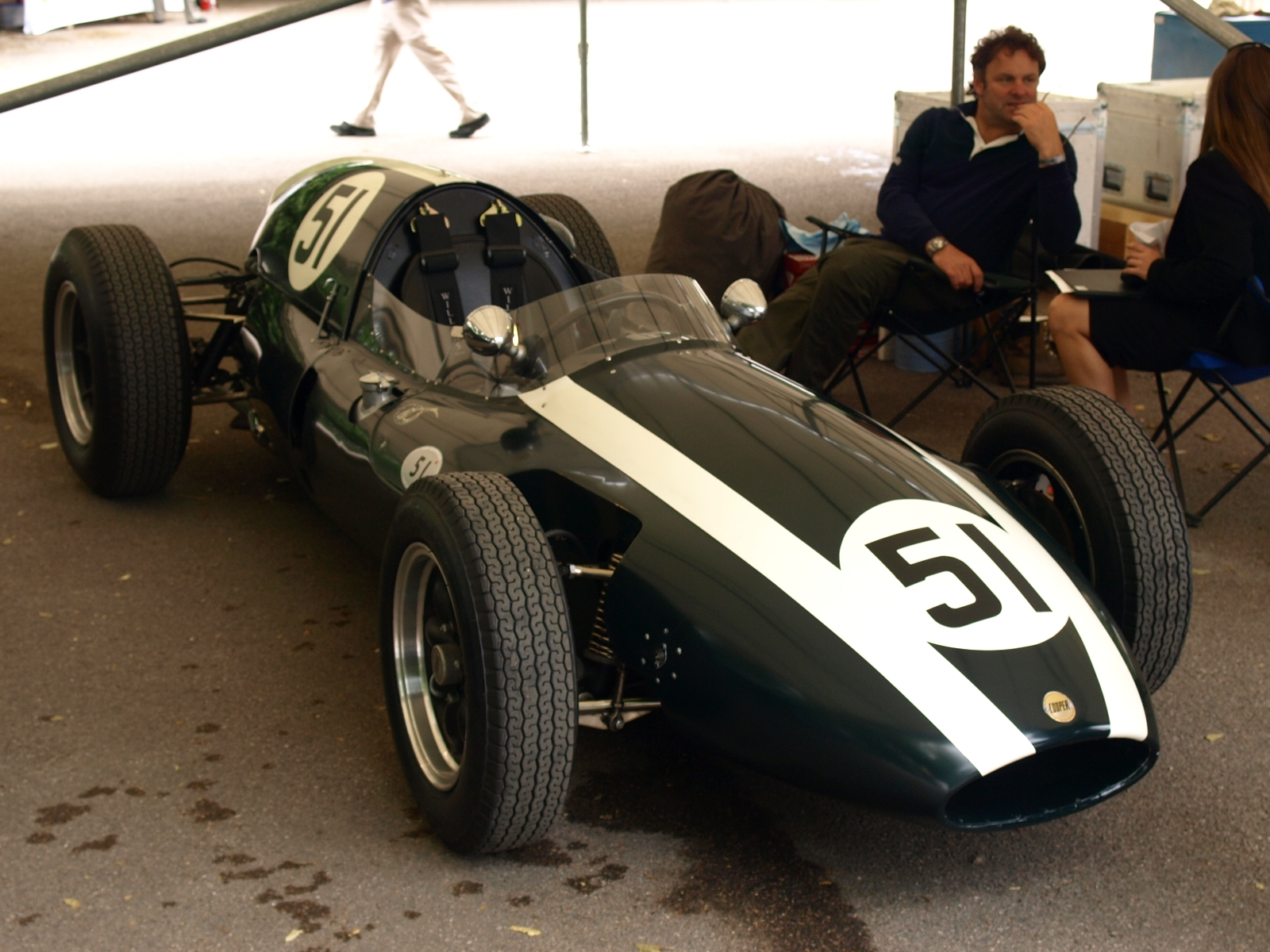
La Cooper T51, étroitement dérivée de la précédente T45.

Après les deux succès mondiaux obtenus par la T45 à moteur central arrière (initialement conçue pour la formule 2) en 1958, John Cooper a décidé de concentrer l'activité de son équipe sur la formule 1. La nouvelle T51 est une évolution de la T45, la principale modification étant l'adaptation à la dernière version du moteur Coventry Climax FPF, dont la cylindrée a été portée à 2 495 cm3. Alimenté par deux carburateurs double corps, ce quatre cylindres développe 220 chevaux à 6 750 tr/min, soit soixante-dix de moins que le V6 Ferrari. Malgré ce handicap de puissance, la Cooper-Climax se révèle une redoutable adversaire, l'ensemble ne pesant que 485 kg avec eau et huile ; Jack Brabham a d'ailleurs démontré la compétitivité de sa monture en s'imposant brillamment sur le circuit de Silverstone lors de l'International Trophy, exploitant parfaitement les qualités de tenue de route et de maniabilité de sa monoplace, ainsi que la grande souplesse du moteur. L'usine aligne trois voitures, pour Brabham, Masten Gregory et Bruce McLaren, ce dernier ne disposant que de la version 2 200 cm3 (196 chevaux) du moteur Climax.

Principal client de Cooper, le Rob Walker Racing Team aligne deux T51 pour Stirling Moss et Maurice Trintignant. Modifiées à partir de T45 de la saison précédente, elles sont techniquement identiques aux monoplaces d'usine, à l'exception de leur boîte de vitesses Colotti au lieu de la boîte Citroën ERSA mise au point par Brabham. L'équipe dispose également d'une T45 à moteur BRM (environ 250 chevaux), une voiture avec laquelle Moss a disputé (sans succès) les 200 miles d'Aintree. Aston Martin ne participant pas à l'épreuve monégasque (la marque ayant rencontré des problèmes de fiabilité lors de ses débuts en F1 à Silverstone), Roy Salvadori a accepté de piloter la T45 mise à disposition par  Tommy Atkins (de l'écurie High Efficiency Motors), équipée d'un moteur de Maserati 250S (quatre cylindres, 240 chevaux) et d'une boîte Colotti, une voiture qui a terminé cinquième de l'International Trophy aux mains de Jack Fairman. Le Britannique Paul Emery avait prévu de participer au volant de sa T45 à moteur Alta, mais a finalement déclaré forfait.
- BRM P25 "Usine"

Malgré des performances encourageantes à ses débuts en 1955, la BRM P25 n'a jamais réussi à s'imposer en championnat du monde. La légère (550 kg) P25 s'avère cependant très efficace sur les circuits sinueux, et la version 1959, grâce à une ligne très affinée, dispose désormais d'une vitesse de pointe correcte malgré la puissance limitée à 250 chevaux de son moteur quatre cylindres. Moss a récemment démontré la compétitivité de cette monoplace lors des essais de l'International Trophy, obtenant la pole position. Trois voitures ont été engagées pour l'épreuve monégasque, aux mains de Harry Schell, Joakim Bonnier et Ron Flockhart. 
- Lotus 16 "Usine"

Tout comme les Cooper, les Lotus disposent maintenant de la dernière version deux litres et demi du moteur Climax FPF. Avec 220 chevaux pour un peu plus de 450 kg, les Type 16 conçues par Colin Chapman affichent un des meilleurs rapports poids/puissance du plateau. Cependant, malgré une suspension arrière améliorée durant l'hiver, la tenue de route de ces monoplaces laisse à désirer, et leur fragilité chronique empêche tout résultat probant. L'usine engage deux voitures pour Graham Hill et Pete Lovely, ce dernier effectuant sa première apparition en championnat du monde.
- Maserati 250F

La marque de Modène s'est retirée de la scène des Grands Prix à la fin de la saison 1957, mais quelques écuries et pilotes privés alignent occasionnellement en course leurs Maserati 250F (moteur six cylindres en ligne, 270 chevaux). C'est le cas de la Scuderia Centro Sud, qui a engagé une voiture pour le pilote brésilien Fritz d'Orey, avant de déclarer forfait. Giorgio Scarlatti, André Testut piloteront leur monoplace personnelle, tandis que le pilote moto Ken Kavanagh, également inscrit, a renoncé à participer.

### Formule 2
- Ferrari Dino 156 "Usine"

En formule 2, c'est également Ferrari qui dispose du moteur le plus puissant, le V6 1 500 cm3 développant plus de 180 chevaux. La Scuderia a engagé une Dino 156 pour Cliff Allison, qui fait ses débuts dans l'équipe.
- Cooper T51 & T45

L'usine ne s'engage plus officiellement en formule 2, laissant aux écuries privées le soin de défendre ses couleurs dans cette catégorie. Les monoplaces F2 de la marque sont identiques aux F1, à l'exception du moteur, le Climax FPF développant 141 chevaux à 7300 tr/min en version 1 500 cm3. L'Écurie nationale belge dispose de deux T51 pour Lucien Bianchi et Alain de Changy. Le Britannique Ivor Bueb dispose de la T45 de l'équipe BRP, tandis que Jean Lucienbonnet pilote sa T45 personnelle.
- Lotus 16

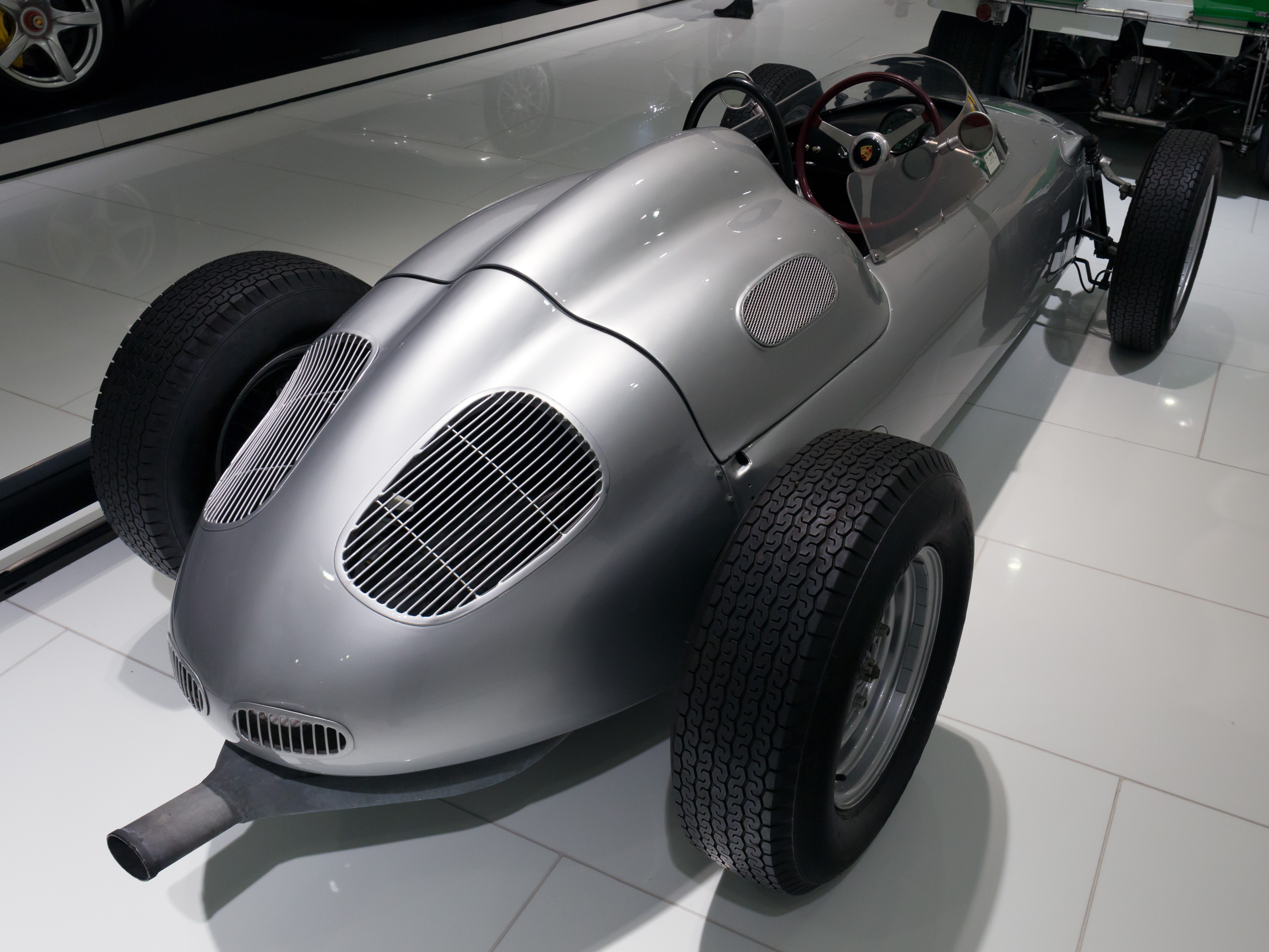
La toute nouvelle Porsche 718/2

La Lotus F2 utilise le même moteur Climax FPF que les Cooper. Bruce Halford s'aligne sur la voiture engagée par John Fisher.
- Porsche "Usine"

La marque de Stuttgart a développé sa première vraie monoplace pour la saison 1959. La 718/2 ne pèse que 430 kg et son moteur à quatre cylindres à plat, disposé en porte-à-faux arrière, comprend quatre arbres à cames en tête et un double allumage. Il développe 165 chevaux à 7500 tr/min. La boîte de vitesses est à six rapports. La nouveauté est aux mains de Wolfgang von Trips. De son côté, Jean Behra a participé avec Colotti à la conception d'une monoplace utilisant la même mécanique. Assemblée à Modène, La Porsche Behra est un peu plus lourde (460 kg) que la Porsche d'usine, et ne dispose que d’une boîte à cinq rapports. L'Italienne Maria Teresa De Filippis étrenne cette voiture semi-officielle, tout juste assemblée et non peinte, en championnat. La Scuderia Colonia avait engagé une 718 RSK dérivée de la version sport pour Wolfgang Seidel, mais ce dernier a déclaré forfait.

## Coureurs inscrits
| no     | Pilote                   | Écurie                     | Constructeur | Modèle                | Moteur                    | Pneumatiques |
| ------ | ------------------------ | -------------------------- | ------------ | --------------------- | ------------------------- | ------------ |
| 2      | Wolfgang Seidel          | Scuderia Colonia           | Porsche      | Porsche 718 RSK (F2)  | Porsche F4                | D            |
| 4      | Maria Teresa De Filippis | Porsche KG                 | Porsche      | Porsche Behra (F2)    | Porsche F4                | D            |
| 6      | Wolfgang von Trips       | Porsche KG                 | Porsche      | Porsche 718/2 (F2)    | Porsche F4                | D            |
| 8      | Fritz d'Orey             | Scuderia Centro Sud        | Maserati     | Maserati 250F         | Maserati L6               | D            |
| 10     | Lucien Bianchi           | Écurie nationale belge     | Cooper       | Cooper T51 (F2)       | Coventry Climax L4        | D            |
| 12     | Alain de Changy          | Écurie nationale belge     | Cooper       | Cooper T51 (F2)       | Coventry Climax L4        | D            |
| 14     | Jean Lucienbonnet        | Privé                      | Cooper       | Cooper T45 (F2)       | Coventry Climax L4        | D            |
| 16     | Harry Schell             | Owen Racing Organisation   | BRM          | BRM P25               | BRM L4                    | D            |
| 18     | Joakim Bonnier           | Owen Racing Organisation   | BRM          | BRM P25               | BRM L4                    | D            |
| 20     | Ron Flockhart            | Owen Racing Organisation   | BRM          | BRM P25               | BRM L4                    | D            |
| 22     | Bruce McLaren            | Cooper Car Company         | Cooper       | Cooper T51            | Coventry Climax L4        | D            |
| 24     | Jack Brabham             | Cooper Car Company         | Cooper       | Cooper T51            | Coventry Climax L4        | D            |
| 26     | Masten Gregory           | Cooper Car Company         | Cooper       | Cooper T51            | Coventry Climax L4        | D            |
| 30 30T | Stirling Moss            | Rob Walker Racing Team     | Cooper       | Cooper T51 Cooper T45 | Coventry Climax L4 BRM L4 | D            |
| 32     | Maurice Trintignant      | Rob Walker Racing Team     | Cooper       | Cooper T51            | Coventry Climax L4        | D            |
| 34     | Ivor Bueb                | British Racing Partnership | Cooper       | Cooper T45 (F2)       | Coventry Climax L4        | D            |
| 36     | Paul Emery               | Emeryson Cars              | Cooper       | Cooper T45            | Alta L4                   | D            |
| 38     | Roy Salvadori            | High Efficiency Motors     | Cooper       | Cooper T45            | Maserati L4               | D            |
| 40     | Graham Hill              | Team Lotus                 | Lotus        | Lotus 16              | Coventry Climax L4        | D            |
| 42     | Pete Lovely              | Team Lotus                 | Lotus        | Lotus 16              | Coventry Climax L4        | D            |
| 44     | Bruce Halford            | John Fisher                | Lotus        | Lotus 16 (F2)         | Coventry Climax L4        | D            |
| 46     | Jean Behra               | Scuderia Ferrari           | Ferrari      | Ferrari Dino 246      | Ferrari V6                | D            |
| 48     | Phil Hill                | Scuderia Ferrari           | Ferrari      | Ferrari Dino 246      | Ferrari V6                | D            |
| 50     | Tony Brooks              | Scuderia Ferrari           | Ferrari      | Ferrari Dino 246      | Ferrari V6                | D            |
| 52     | Cliff Allison            | Scuderia Ferrari           | Ferrari      | Ferrari Dino 156 (F2) | Ferrari V6                | D            |
| 54     | Giorgio Scarlatti        | Scuderia Ugolini           | Maserati     | Maserati 250F         | Maserati L6               | D            |
| 56     | André Testut             | Monte Carlo Auto Sport     | Maserati     | Maserati 250F         | Maserati L6               | D            |
| 58     | Ken Kavanagh             | Privé                      | Maserati     | Maserati 250F         | Maserati L6               | D            |

- La Cooper T51 est une évolution de la T45 de la saison précédente, la principale modification portant sur le montage de la nouvelle version 2,5 litres du moteur Climax FPF[12]. L'écurie privée de Rob Walker, utilisant en 1958 des modèles T45, en a converti deux en modèles T51, seule l'équipe d'usine disposant des nouveaux châssis[13]. En formule 2, l'Écurie nationale belge a également fait évoluer ses deux châssis T45 en T51.

## Qualifications
Les essais qualificatifs sont organisés les après-midis du jeudi, vendredi et samedi précédant la course. Le début de la première séance n'est pas très disputé, les pilotes s'efforçant avant tout d'adapter leurs monoplaces aux spécificités du circuit monégasque. Stirling Moss essaie d'abord sa Cooper à moteur BRM, mais se rabat rapidement sur celle à moteur Climax qui, bien que moins puissante, s'avère beaucoup plus facile et efficace sur ce tortueux parcours. Harry Schell est le premier à effectuer un tour rapide au volant de sa BRM, mais il est bien vite détrôné par Moss qui s'approche à une seconde du record officiel de la piste, devançant de justesse les Ferrari de Tony Brooks et Jean Behra.
Jack Brabham a profité de la première journée pour parfaire la mise au point de sa Cooper. Il en tire le meilleur parti le vendredi après-midi, se montrant le plus rapide à 113,1 km/h de moyenne. Malgré leurs efforts, Moss et Behra échouent respectivement à deux et trois dixièmes de seconde du pilote australien. Bien décidé à s'octroyer la pole position, Moss donne le maximum le samedi, et parvient à battre de cinq dixièmes de seconde le temps de Brabham, ce dernier n'améliorant pas sa performance de la veille. En toute fin de séance, Behra jette toutes ses forces dans la bataille ; il réalise le deuxième temps et relègue (pour un dixième) Brabham à l'extérieur de la première ligne. Moins agressif que son coéquipier, Brooks, quatrième, s'élancera à la corde de la seconde ligne, au côté de la troisième Ferrari pilotée par Phil Hill. Le camion transporteur du Team Lotus a été longuement retardé par une panne du côté de Lyon, aussi les monoplaces de l'équipe n'ont-elles disposé que de cette dernière journée pour tourner. Graham Hill a toutefois réalisé un temps très correct, contrairement à son coéquipier Pete Lovely, quatre secondes plus lent et qui ne pourra prendre le départ. Pour la première fois depuis les débuts du championnat, aucune Maserati n'est parvenue à se qualifier, Giorgio Scarlatti n'ayant réalisé que le dix-huitième temps (pour seize places sur la grille de départ), alors que trois voitures de formule 2 prendront part à la course ! Manquant de mise au point, la Porsche Behra n'a pas permis à Maria Teresa De Filippis de se qualifier pour la course. À la demande de Behra, le spécialiste Porsche Edgar Barth (initialement venu en simple spectateur) effectuera également une série de tours sur cette voiture, sans parvenir à faire mieux que la pilote italienne.

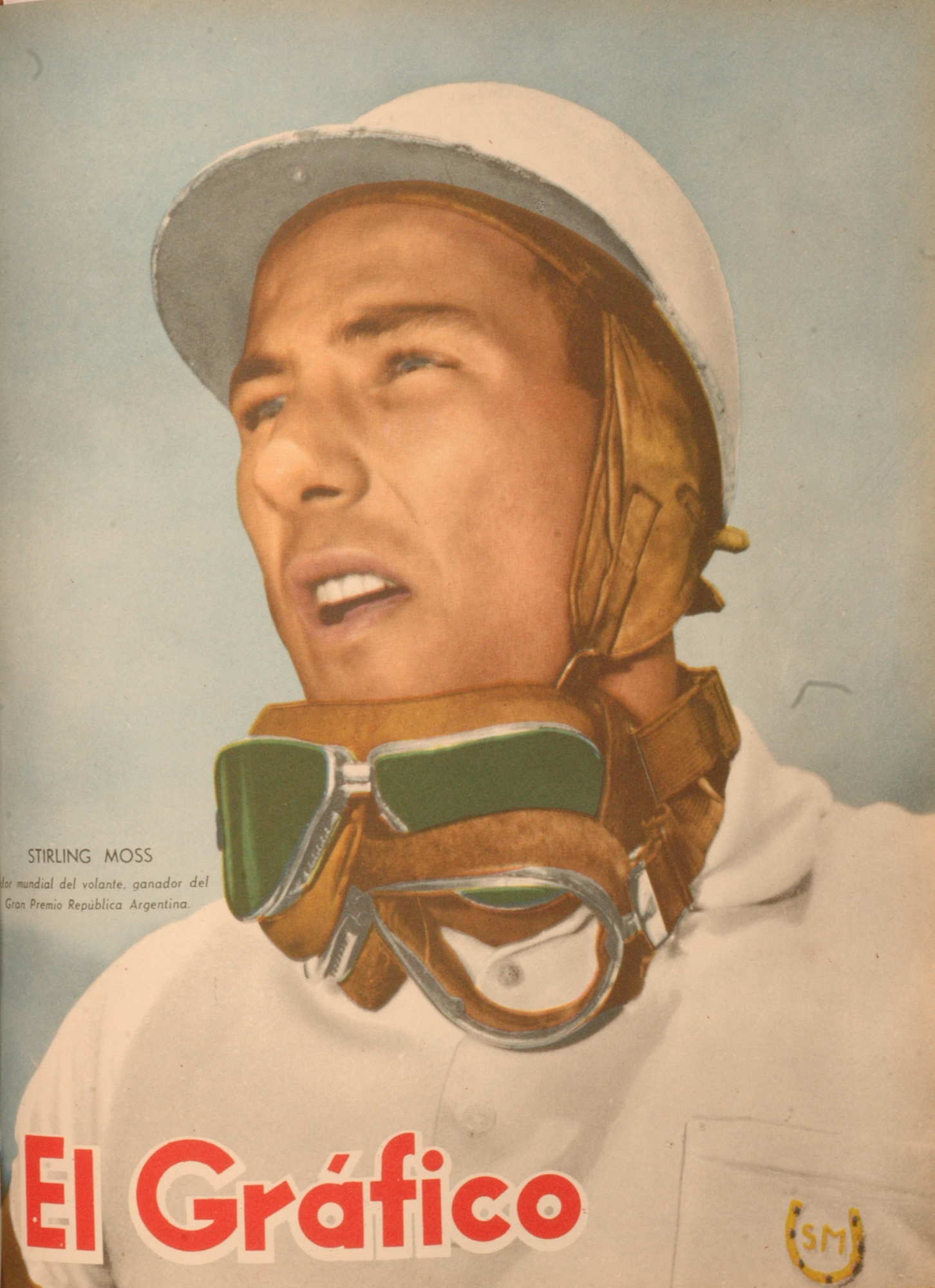
Privé de volant officiel après le retrait de Vanwall, Stirling Moss s'est néanmoins montré le plus rapide aux essais sur la Cooper de Rob Walker.

| Pos. | Pilote                   | Écurie             | Temps        | Écart    |
| ---- | ------------------------ | ------------------ | ------------ | -------- |
| 1    | Stirling Moss            | Cooper-Climax      | 1 min 39 s 6 |          |
| 2    | Jean Behra               | Ferrari            | 1 min 40 s 0 | + 0 s 4  |
| 3    | Jack Brabham             | Cooper-Climax      | 1 min 40 s 1 | + 0 s 5  |
| 4    | Tony Brooks              | Ferrari            | 1 min 41 s 0 | + 1 s 4  |
| 5    | Phil Hill                | Ferrari            | 1 min 41 s 3 | + 1 s 7  |
| 6    | Maurice Trintignant      | Cooper-Climax      | 1 min 41 s 7 | + 2 s 1  |
| 7    | Joakim Bonnier           | BRM                | 1 min 42 s 3 | + 2 s 7  |
| 8    | Roy Salvadori            | Cooper-Maserati    | 1 min 42 s 4 | + 2 s 8  |
| 9    | Harry Schell             | BRM                | 1 min 43 s 0 | + 3 s 4  |
| 10   | Ron Flockhart            | BRM                | 1 min 43 s 1 | + 3 s 5  |
| 11   | Masten Gregory           | Cooper-Climax      | 1 min 43 s 2 | + 3 s 6  |
| 12   | Wolfgang von Trips       | Porsche (F2)       | 1 min 43 s 8 | + 4 s 2  |
| 13   | Bruce McLaren            | Cooper-Climax      | 1 min 43 s 9 | + 4 s 3  |
| 14   | Graham Hill              | Lotus-Climax       | 1 min 43 s 9 | + 4 s 3  |
| 15   | Cliff Allison            | Ferrari (F2)       | 1 min 44 s 4 | + 4 s 8  |
| 16   | Bruce Halford            | Lotus-Climax (F2)  | 1 min 44 s 8 | + 5 s 2  |
| 17   | Ivor Bueb                | Cooper-Climax (F2) | 1 min 44 s 9 | + 5 s 3  |
| 18   | Giorgio Scarlatti        | Maserati           | 1 min 45 s 0 | + 5 s 4  |
| 19   | Lucien Bianchi           | Cooper-Climax (F2) | 1 min 45 s 4 | + 5 s 8  |
| 20   | Alain de Changy          | Cooper-Climax (F2) | 1 min 45 s 4 | + 5 s 8  |
| 21   | Maria Teresa De Filippis | Porsche (F2)       | 1 min 47 s 8 | + 8 s 2  |
| 22   | Pete Lovely              | Lotus-Climax       | 1 min 47 s 9 | + 8 s 3  |
| 23   | Jean Lucienbonnet        | Cooper-Climax (F2) | 1 min 50 s 9 | + 11 s 3 |
| 24   | André Testut             | Maserati           | 1 min 59 s 1 | + 19 s 5 |

## Grille de départ du Grand Prix
| 1re ligne | Pos. 3                        |                                 | Pos. 2                        |                             | Pos. 1                          |
|           | Brabham Cooper 1 min 40 s 1   |                                 | Behra Ferrari 1 min 40 s 0    |                             | Moss Cooper 1 min 39 s 6        |
| 2e ligne  |                               | Pos. 5                          |                               | Pos. 4                      |                                 |
|           |                               | P. Hill Ferrari 1 min 41 s 3    |                               | Brooks Ferrari 1 min 41 s 0 |                                 |
| 3e ligne  | Pos. 8                        |                                 | Pos. 7                        |                             | Pos. 6                          |
|           | Salvadori Cooper 1 min 42 s 4 |                                 | Bonnier BRM 1 min 42 s 3      |                             | Trintignant Cooper 1 min 41 s 7 |
| 4e ligne  |                               | Pos. 10                         |                               | Pos. 9                      |                                 |
|           |                               | Flockhart BRM 1 min 43 s 1      |                               | Schell BRM 1 min 43 s 0     |                                 |
| 5e ligne  | Pos. 13                       |                                 | Pos. 12                       |                             | Pos. 11                         |
|           | McLaren Cooper 1 min 43 s 9   |                                 | Trips Porsche F2 1 min 43 s 8 |                             | Gregory Cooper 1 min 43 s 2     |
| 6e ligne  |                               | Pos. 15                         |                               | Pos. 14                     |                                 |
|           |                               | Allison Ferrari F2 1 min 44 s 4 |                               | G. Hill Lotus 1 min 43 s 9  |                                 |
| 7e ligne  |                               |                                 | Pos. 16                       |                             |                                 |
|           |                               |                                 | Halford Lotus F2 1 min 44 s 8 |                             |                                 |

## Déroulement de la course
Le départ est donné le dimanche après-midi, sous un soleil radieux. Au baisser du drapeau, Jean Behra est le plus prompt ; il inscrit sa Ferrari en tête au virage du Gazomètre, juste devant les Cooper de Stirling Moss et Jack Brabham. Les trois hommes accomplissent ce premier tour roues dans roues et repassent dans cet ordre devant la tribune princière. Ils comptent déjà plusieurs secondes d'avance sur la Ferrari de Phil Hill et la BRM de Joakim Bonnier. Tony Brooks a quelque peu manqué son départ, sa Ferrari ne pointe alors qu'en huitième position derrière les Cooper de Maurice Trintignant et Bruce McLaren. Emmenées par Wolfgang von Trips, les trois monoplaces de formule 2 ferment logiquement la marche. Mais alors qu'il parcourt pour la seconde fois la montée vers le Casino, Trips se fait surprendre par une flaque d'huile ; sa Porsche se met en travers juste devant la Ferrari de Cliff Allison, qui l'évite de justesse mais achève sa course dans le muret longeant la piste. Derrière, Bruce Halford ne peut ralentir suffisamment sa Lotus, qui heurte de plein fouet la Porsche. Les trois voitures endommagées sont poussées sur le trottoir avant que les hommes de tête ne repassent. Behra et Moss sont roues dans roues tandis que Brabham, quelques mètres plus loin, a adopté un style plus coulé. Behra ne parvient pas à distancer Moss ; après dix tours l'écart entre la Ferrari et la Cooper reste inférieur à la seconde. Sans forcer, Brabham se maintient à moins de deux secondes. Phil Hill, toujours quatrième, compte déjà treize secondes de retard. Il devance Trintignant, un peu en retrait. McLaren, qui avait pris un bon départ, a connu quelques problèmes mécaniques à la fin du huitième tour, qui lui ont fait perdre plusieurs minutes et l'ont relégué en dernière position. Au vingtième tour, la situation reste pratiquement inchangée, Moss talonnant Behra sans relâche. Brabham est à environ deux secondes, une demi-minute devant Hill, suivi à bonne distance par la BRM de Harry Schell et la Ferrari de Brooks, qui roulent de concert. Le seul incident notable concerne Trintignant, qui a dû effectuer un arrêt au stand à cause d'un problème d'accélérateur et a perdu six places. Malgré son engagement total, Behra a de plus en plus de mal à contenir Moss. Ce dernier parvient à trouver l'ouverture au vingt-deuxième tour, à l'approche de la chicane. Il se détache immédiatement du pilote français, maintenant talonné par Brabham ; au passage suivant, l'Australien est devant. Behra ne parvient pas à suivre le rythme des Cooper, qui prennent rapidement le large. Leur ronde va être d'autant plus sereine que le moteur de la Ferrari de Behra explose soudainement.
Nous sommes alors au quart de l'épreuve ; environ cinq secondes séparent les deux voitures de tête, nullement menacées par Hill qui accuse toujours un retard de plus d'une demi-minute. Il ne reste plus que dix concurrents en piste, Graham Hill ayant dû abandonner quelques instants plus tôt, une conduite d'huile cassée ayant provoqué un début d'incendie (rapidement maîtrisé par le pilote), et Masten Gregory ayant renoncé en début de course à la suite d'une défaillance de transmission de sa Cooper. Schell et Brooks sont toujours en pleine bagarre ; au cours du vingt-sixième tour, Brooks reprend l’avantage, mais le pilote américain s'accroche et parvient à reprendre sa place deux rondes plus tard. En tête, Moss force l'allure, se détachant de Brabham au rythme de deux secondes par tour, le pilote australien tournant en deçà de ses possibilités, ménageant sa mécanique. Au trentième passage devant les stands, l’écart entre les deux hommes dépasse les quinze secondes, et Hill a très légèrement réduit son retard sur la seconde Cooper. Le pilote américain maintient un rythme très soutenu mais, au trente-septième tour, il effectue un tête-à-queue au virage du Casino, heurtant les balles de paille délimitant la piste ; il a calé mais va pouvoir profiter de la pente pour relancer sa machine, ayant perdu deux places au profit de Schell et Brooks, et compte désormais un tour de retard sur Moss. Au terme du quarantième tour, le champion britannique a porté son avance sur Brabham à près de quarante secondes. Schell et Brooks, qui se disputent âprement la troisième place, sont quarante-cinq secondes plus loin. Entamé en début de course, leur duel continue à tenir le public en haleine ; Brooks trouve une nouvelle fois l'ouverture au quarante-sixième tour, et parvient cette fois à se détacher. Schell tente de réagir, mais trois boucles plus tard il sort de la route au Casino, percutant de front les bottes de pailles. Radiateurs d'eau et d'huile endommagés, il abandonne sur place, moins chanceux que Hill qui un peu auparavant a effectué un second tête-à-queue à cet endroit, sans conséquence pour lui. Nous sommes à la mi-course, et Moss a maintenu son avantage de quarante secondes sur Brabham. Brooks a produit son effort et s'est rapproché à moins de trente secondes de l'Australien. Seuls ces trois pilotes sont dans le même tour. Profitant de l'abandon de Schell, Hill est remonté à la quatrième place, mais n'est pas hors de portée de Roy Salvadori, très régulier depuis le départ au volant de sa Cooper à moteur Maserati. Bonnier, en proie à des problèmes de freins, ayant dû également abandonner, seuls huit concurrents restent en lice.
Pour quelque temps, la course sombre dans la monotonie, les positions en tête étant nettement établies. Brooks grignote progressivement son retard sur Brabham, pas suffisamment cependant pour espérer inquiéter l'Australien. Loin derrière les leaders, Salvadori parvient à dépasser Hill. Ce dernier est maintenant menacé par Ron Flockhart, dernier pilote BRM encore en course. Flockhart parvient à s'emparer de la cinquième place au soixante-quatrième tour mais aussitôt après, en difficulté avec ses freins, effectue un tête-à-queue au Casino ; moteur calé, il est dans l'impossibilité de repartir. Hill, qui a effectué un troisième tête-à-queue, a cette fois dû s'arrêter au stand pour faire remplacer deux roues endommagées, a chuté en avant-dernière position, avec près de trois tours de retard. Inaccessible, Moss semble bien parti pour un deuxième succès à Monaco, une épreuve qu'il a déjà dominée en 1956. Pourtant, à dix-neuf tours de la fin, alors que son avance atteint la minute, la Cooper bleue laisse échapper une traînée d'huile. Moss s'arrête au stand, signalant une vibration anormale dans la transmission. Les mécaniciens ne découvrent pas d'anomalie et le champion britannique repart avec une avance toujours substantielle, mais s'arrête à nouveau un tour plus tard pour abandonner, pont arrière hors d'usage. Brabham prend la tête, mais son rythme relativement lent dans la deuxième partie de la course a permis à Brooks de revenir à seulement onze secondes. L'Australien réagit aussitôt, accélérant soudainement la cadence et reprenant rapidement du champ sur le pilote Ferrari. Il couvre son quatre-vingt-troisième tour à près de 113 km/h de moyenne, établissant un nouveau record du circuit, près de deux secondes plus vite que le meilleur temps réalisé par Moss ! Après une série de tours rapides son avance est remontée à vingt secondes. Brooks n'insiste pas, préférant assurer sa deuxième place, d'autant qu'il est très incommodé par des gaz d'échappement envahissant l'habitacle de sa monoplace. Salvadori, qui avait profité du retrait de Moss pour accéder à la troisième place, a abandonné peu après, également pour un problème de transmission. Les dernières boucles se déroulent avec seulement cinq voitures en piste, seuls les deux premiers étant dans le même tour. Auteur d'un parfait sans-faute, Brabham remporte sa première grande victoire, assortie d'un impressionnant record du tour. Malade à l'arrivée, Brooks a néanmoins su préserver sa seconde place. Malgré ses ennuis initiaux, Trintignant accroche la troisième place, à plus de deux tours du vainqueur. Il devance Hill, que ses nombreux faux-pas ont relégué très loin, et McLaren, très tôt relégué à la dernière place à cause de son long arrêt du début. 

### Classements intermédiaires
Classements intermédiaires des monoplaces aux premier, cinquième, dixième, quinzième, vingtième, trentième, quarantième, cinquantième, soixante-dixième, quatre-vingtième et quatre-vingt-dixième tours.

### Classement de la course

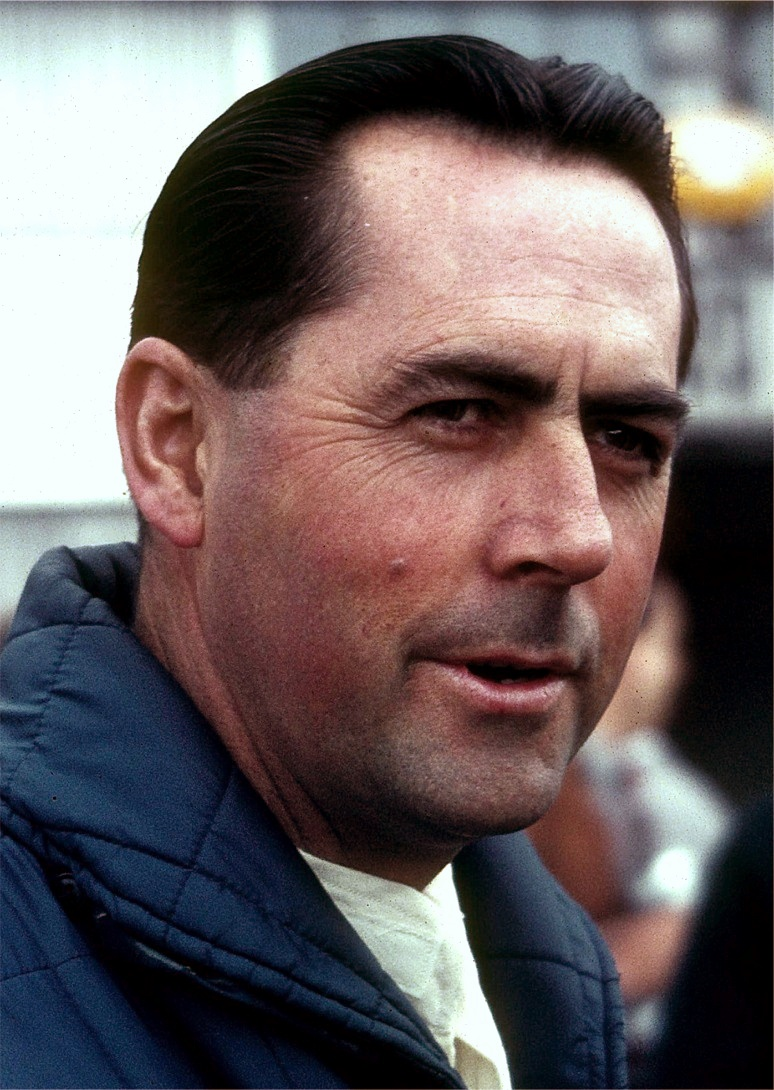
Déjà victorieux à Silverstone le week-end précédent, Jack Brabham obtient à Monaco sa première victoire en championnat.

| Pos  | No | Pilote                   | Écurie          | Tours | Temps/Abandon     | Grille | Points |
| ---- | -- | ------------------------ | --------------- | ----- | ----------------- | ------ | ------ |
| 1    | 24 | Jack Brabham             | Cooper-Climax   | 100   | 2 h 55 min 51 s 3 | 3      | 9      |
| 2    | 50 | Tony Brooks              | Ferrari         | 100   | + 20 s 4          | 4      | 6      |
| 3    | 32 | Maurice Trintignant      | Cooper-Climax   | 98    | + 2 tours         | 6      | 4      |
| 4    | 48 | Phil Hill                | Ferrari         | 97    | + 3 tours         | 5      | 3      |
| 5    | 22 | Bruce McLaren            | Cooper-Climax   | 96    | + 4 tours         | 13     | 2      |
| 6    | 38 | Roy Salvadori            | Cooper-Maserati | 83    | + 17 tours        | 8      |        |
| Abd. | 30 | Stirling Moss            | Cooper-Climax   | 81    | Transmission      | 1      |        |
| Abd. | 20 | Ron Flockhart            | BRM             | 64    | Sortie de piste   | 10     |        |
| Abd. | 16 | Harry Schell             | BRM             | 48    | Accident          | 9      |        |
| Abd. | 18 | Jo Bonnier               | BRM             | 44    | Freins            | 7      |        |
| Abd. | 46 | Jean Behra               | Ferrari         | 24    | Moteur            | 2      |        |
| Abd. | 40 | Graham Hill              | Lotus-Climax    | 21    | Incendie          | 14     |        |
| Abd. | 26 | Masten Gregory           | Cooper-Climax   | 6     | Boîte de vitesses | 11     |        |
| Abd. | 6  | Wolfgang von Trips       | Porsche         | 1     | Collision         | 12     |        |
| Abd. | 52 | Cliff Allison            | Ferrari         | 1     | Collision         | 15     |        |
| Abd. | 44 | Bruce Halford            | Lotus-Climax    | 1     | Collision         | 16     |        |
| Nq.  | 34 | Ivor Bueb                | Cooper-Climax   |       | Non qualifié      |        |        |
| Nq.  | 54 | Giorgio Scarlatti        | Maserati        |       | Non qualifié      |        |        |
| Nq.  | 12 | Alain de Changy          | Cooper-Climax   |       | Non qualifié      |        |        |
| Nq.  | 10 | Lucien Bianchi           | Cooper-Climax   |       | Non qualifié      |        |        |
| Nq.  | 4  | Maria Teresa De Filippis | Porsche         |       | Non qualifiée     |        |        |
| Nq.  | 42 | Pete Lovely              | Lotus-Climax    |       | Non qualifié      |        |        |
| Nq.  | 14 | Jean Lucienbonnet        | Cooper-Climax   |       | Non qualifié      |        |        |
| Nq.  | 56 | André Testut             | Maserati        |       | Non qualifié      |        |        |

### Pole position et record du tour
- Pole position :  Stirling Moss en 1 min 39 s 6 (vitesse moyenne : 113,675 km/h). Temps réalisé lors de la séance d'essais du samedi 9 mai[12].
- Meilleur tour en course :  Jack Brabham en 1 min 40 s 4 au quatre-vingt-troisième tour (vitesse moyenne : 112,769 km/h).

### Tours en tête
- Jean Behra : 21 tours (1-21)
- Stirling Moss : 60 tours (22-81)
- Jack Brabham : 19 tours (82-100)

## Classement général à l'issue de la course
- Attribution des points : 8, 6, 4, 3, 2 respectivement aux cinq premiers de chaque épreuve et 1 point supplémentaire pour le pilote ayant accompli le meilleur tour en course (signalé par un astérisque).
- Pour la coupe des constructeurs, même barème mais seule la voiture la mieux classée de chaque équipe inscrit des points. Le point du meilleur tour en course n'est pas comptabilisé. Les 500 miles d'Indianapolis ne sont pas pris en compte pour cette coupe, la course n'étant pas ouverte aux monoplaces de formule 1.
- Le règlement permet aux pilotes de se relayer sur une même voiture, les points éventuellement acquis étant alors perdus pour pilotes et constructeur[12].

| Pos. | Pilote              | Écurie  | Points | MON | 500 | NL | FRA | GBR | ALL | POR | ITA | USA |
| ---- | ------------------- | ------- | ------ | --- | --- | -- | --- | --- | --- | --- | --- | --- |
| 1    | Jack Brabham        | Cooper  | 9      | 9*  |     |    |     |     |     |     |     |     |
| 2    | Tony Brooks         | Ferrari | 6      | 6   |     |    |     |     |     |     |     |     |
| 3    | Maurice Trintignant | Cooper  | 4      | 4   |     |    |     |     |     |     |     |     |
| 4    | Phil Hill           | Ferrari | 3      | 3   |     |    |     |     |     |     |     |     |
| 5    | Bruce McLaren       | Cooper  | 2      | 2   |     |    |     |     |     |     |     |     |

| Pos. | Écurie        | Points | MON | 500 | NL | FRA | GBR | ALL | POR | ITA | USA |
| ---- | ------------- | ------ | --- | --- | -- | --- | --- | --- | --- | --- | --- |
| 1    | Cooper-Climax | 8      | 8   |     |    |     |     |     |     |     |     |
| 2    | Ferrari       | 6      | 6   |     |    |     |     |     |     |     |     |

## Anecdotes
- Ce Grand Prix entame et conclut le film Mademoiselle Ange (Ein Engel auf Erden), sorti la même année, avec Romy Schneider et Henri Vidal. On peut voir ce dernier au volant de deux autos non qualifiées pour la course : la Porsche de Maria Teresa De Filippis puis la Maserati d'André Testut[16].

## À noter
- 1re victoire en championnat du monde pour Jack Brabham, sa deuxième en F1, le pilote australien ayant remporté une course hors championnat en début de saison[2].
- 3e victoire en championnat du monde pour Cooper en tant que constructeur.
- 3e victoire en championnat du monde pour Climax en tant que motoriste.